# Májovák
Májovák, plným názvem Symfonický dechový orchestr Májovák Karviná, je symfonický dechový orchestr, který reprezentuje město Karvinou a jeho obsazení čítá na 60 hudebníků. Byl založen v roce 1908 jako tradiční hornická kapela a hornické tradice (zejména svým vystupováním v hornických uniformách) ctí do dnešních dnů. V jeho repertoáru dominuje symfonická dechová hudba současných českých i zahraničních autorů. Orchestr od roku 1996 fungoval jako občanské sdružení, od roku 2014 jako spolek. Šéfdirigentem orchestru je v současnosti[kdy?] Ondřej Packan. Orchestr sídlí od roku 2013 v prostorách Základní umělecké školy Bedřicha Smetany v Karviné-Mizerově.

## Z historie
1908–1943
Orchestr vznikl jako malá hornická kapela na dole Gabriela v Karviné. Prvním dirigentem orchestru byl Gustav Stankuš. Kapela byla jednou z mnoha hornických dechovek, které tou dobou v ostravsko-karvinském regionu vznikaly. Z tohoto období nejsou dostupné prakticky žádné záznamy o akcích, kterých se kapela účastnila, s výjimkou setkání hornických hudeb v Karviné a v Orlové v letech 1922 a 1932. Za druhé světové války byla činnost tělesa přerušena.
1943–1963

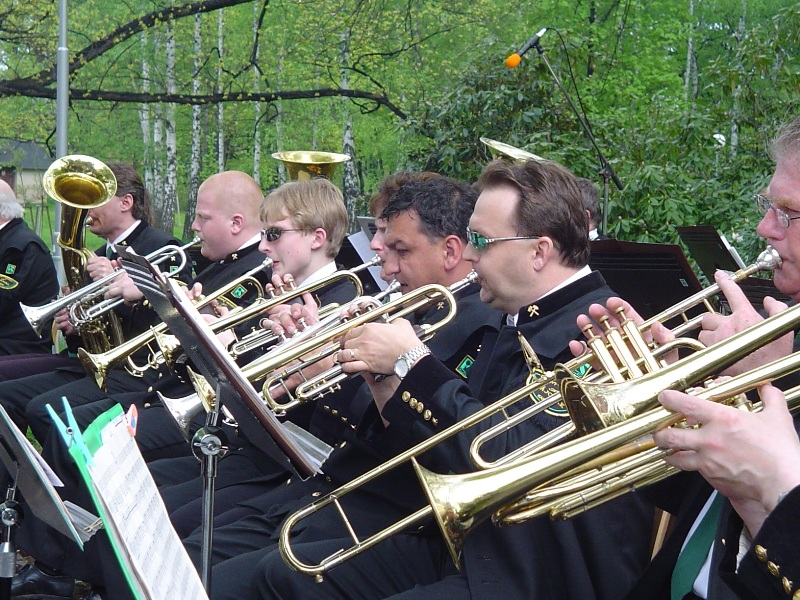
Trumpetová sekce v roce 2004

Taktovky se ujal Viktor Bystroň a po skončení druhé světové války se mu dařilo zvyšovat počet členů orchestru i jeho uměleckou úroveň. V roce 1951 orchestr poprvé natáčel v Československém rozhlase Ostrava. O tři roky později zvítězila kapela na okresní soutěži lidové umělecké tvořivosti. Roku 1958 utrpěl Viktor Bystroň vážný úraz na dole, který mu znemožnil věnovat se dirigování. Kapela však hrála spontánně bez uměleckého vedoucího. Po Bystroňově návratu došlo ke krizi, vyvolané spory o umělecké směřování orchestru. Iniciativu postupně převzal Viktorův syn Milan, který byl připraven orchestr zmodernizovat. Někteří staří členové v důsledku krize z kapely odešli.
1963–1981
Pod vedením Milana Bystroně došlo k posunu od tradiční dechové hudby k dechové hudbě symfonické. Byly angažovány nové nástrojové skupiny jako fagoty a saxofony, repertoár orchestru se obohatil, umělecká úroveň se stále zvyšovala. Orchestr poprvé vyjel do zahraničí a na mezinárodní soutěži ve francouzském Vichy v roce 1972 obdržel 1. cenu a zvláštní cenu ministra kultury Francie. Do Francie jel Májovák (tak se orchestr nazývá zhruba od roku 1972, kdy působí při Závodním klubu ROH na Dole 1. máj) i v letech 1975 a 1979 na pozvání odborových svazů.
1981–1989
Z pracovních důvodů byl Milan Bystroň nucen přenechat umělecké vedení orchestru několika hudebníkům Májováku. Orchestr se načas dostal do krize, ale ta byla zažehnána roku 1983 příchodem Karla Brii, hornisty Janáčkovy filharmonie, za dirigentský pult. Karel Bria nadále zvyšoval uměleckou úroveň orchestru a počet členů se pohyboval kolem sedmdesáti. Orchestr tou dobou působil pod hlavičkou Dolu Darkov. Kapela navštívila Maďarsko, Německo, Sovětský svaz, Norsko. Na základě vítězství na celostátní soutěži dechových orchestrů v Ostravě roku 1987 byl Májovák politickými orgány v červenci 1989 vyslán na Světovou soutěž dechových orchestrů do nizozemského Kerkrade, kde po interpretaci Moravské rapsodie Evžena Zámečníka a Symfonie pro orchestr amerického skladatele Jerryho Bilika získal 1. cenu v 1. divizi. Vrcholovou formu potvrdil orchestr téhož roku na mezinárodní soutěži v Ostravě, kde získal zlaté pásmo.
1989–1998
Změnou ekonomických a společenských podmínek po Sametové revoluci přišel Májovák o podporu zvenčí. Následovala vnitřní krize orchestru, která pro úpadek umělecké úrovně a rapidní snížení počtu členů vedla téměř k jeho rozpadu. V listopadu roku 1992 odešel i dirigent Karel Bria. Správní radě se podařilo za dirigentský pult opět získat Milana Bystroně. Orchestr postupně krizi překonal a znovu cestoval do zahraničí (Německo, Rakousko, Itálie). Od roku 1996 má statut občanského sdružení.
1998–2009
V roce 1998 se s Milanem Bystroněm střídal u dirigentského pultu i jeho syn Jiří. Jednalo se již o třetí dirigentskou generaci v rodině Bystroňů. Orchestr zažíval poměrně stabilizované období, vyjížděl do zahraničí (Polsko, Belgie, Slovinsko, Chorvatsko). V roce 2005 Jiří Bystroň z pracovních důvodů dirigentský stupínek opustil a přenechal své místo Vlastimilu Blažkovi, trumpetistovi bývalé Ústřední hudby MVČR v Ostravě. V roce 2007 se Májovák opět účastnil Mezinárodní soutěže dechových orchestrů v Ostravě, kde získal zlaté pásmo. Téhož roku se dirigentem Májováku stal i Marek Prášil, student Fakulty umění Ostravské univerzity a Janáčkovy konzervatoře a gymnázia v Ostravě. Milan Bystroň se s orchestrem rozloučil v lednu 2009. V říjnu se pak orchestr opět účastnil mezinárodní soutěže v Ostravě a tentokrát se již stal absolutním vítězem.
2009–dosud
Orchestr absolvoval koncertní turné v rakouském Schladmingu (MID Europe 2009, 2014), v Norsku, účinkoval na festivalu ve francouzském La Croix Valmer (2011, 2016) a ve slovinském Logatci. Z účinkování v Česku stojí za zmínku koncerty v rámci Svatováclavského hudebního festivalu, kde zazněly české premiéry řady duchovních skladeb. Orchestr účinkoval také na Masarykově náměstí v Ostravě v rámci festivalu Colours of Ostrava (2011), na koncertě společně s Janáčkovou filharmonií Ostrava provedl Overturu 1812 Petra Iljiče Čajkovského. U příležitosti 105. výročí svého založení Májovák provedl pod vedením dirigenta Marka Prášila kantátu Carmina Burana Carla Orffa. V roce 2013 ukončili své působení v orchestru dirigenti Marek Prášil a Vlastimil Blažek a novými dirigenty se stali Ondřej Packan (* 1992) a Adam Sedlický (* 1991). V roce 2017 se těleso znovu vydalo na světovou soutěž do Kerkrade, odkud si po interpretaci Gorbových Summer Dances a Reedova Praise Jerusalem! odvezlo zlaté pásmo ve druhé divizi. Jubilejní 110. sezónu oslavil Májovák v roce 2018 slavnostním koncertem v Ostravě a muzikálovou show na Masarykově náměstí v Karviné. Ve stejném roce jel na festival do španělského Torrevieja a o rok později do Besana in Brianza v Itálii.

## Současné aktivity

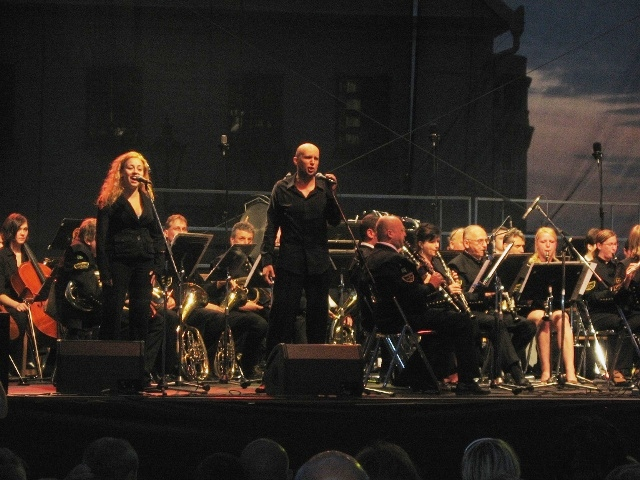
Sólisté Májováku Magda Bártková a Peter Svetlík

Orchestr spolupracuje s řadou významných osobností symfonické dechové hudby v Česku – skladateli Pavlem Staňkem, Evženem Zámečníkem, Vladimírem Studničkou a jinými. Navázal spolupráci se ZUŠ Bedřicha Smetany v Karviné a jejími pedagogy, kteří pro Májovák připravují muzikanty. Dále spolupracuje se sólisty a sboristy Opery Národního divadla moravskoslezského v Ostravě. Orchestr se účastní řady kulturních akcí v regionu (Máj nad Olzou, Dny Karviné, Svatováclavský hudební festival) i v zahraničí.
Financování chodu orchestru probíhá především prostřednictvím sponzorských darů, dotací a grantovými aktivitami, z nichž orchestr pořizuje notový materiál a hudební nástroje.